# Anomalia del Morning glory
L'anomalia del Morning Glory (MGDA) è una deformità congenita derivante da un difetto del nervo ottico, venutosi a formare durante la gestazione. Il termine è stato coniato nel 1970 da Kindler, notando una somiglianza del nervo ottico malformato al fiore Morning Glory.
Questa condizione appare solitamente unilaterale.
All'esame fondoscopico si osservano 3 evidenze principali che compongono l'anomalia:
1. uno scavo allargato, a forma di imbuto nel disco ottico.
2. modificazioni della pigmentazione corioretinica che circonda lo scavo nel disco ottico.
3. un ciuffo gliale centrale sovrastante il disco ottico.

## Condizioni correlate
Anche se la ricerca è di per sé rara, le anomalie del Morning Glory possono essere associate a difetti della linea mediana cranica e ad un'anormale circolazione carotidea, come la stenosi/aplasia carotidea o ostruzione vascolare progressiva con collateralizzazione (nota anche come malattia Moyamoya).
I difetti vascolari possono condurre a ischemia, ictus, o convulsioni e così, per una constatazione dell'Anomalia del Morning Glory, deve esserci un ulteriore approfondimento mediante indagini radiologiche.

## Complicazioni
Un distacco di retina sieroso può verificarsi nell'occhio colpito.